# Steiermark S-Bahn
A Steiermark S-Bahn egy S-Bahn hálózat Stájerország tartományban, Ausztriában. A hálózaton a forgalom 2007. december 9-én indult meg. Tizenegy vonalból áll, 112 kiszolgált állomással és megállóval. Érdekesség, hogy az osztrák ÖBB két másik szolgáltatóval, az STLB-vel és a GKB-val közösen üzemelteti a járatokat.

## Vonalak
| Járat             | Útvonal                                                        | Útvonal neve                        | Szolgáltató | Megnyitás                                        |
| ----------------- | -------------------------------------------------------------- | ----------------------------------- | ----------- | ------------------------------------------------ |
| S-Bahn Steiermark | Graz — Peggau — Frohnleiten — Bruck an der Mur                 | Südbahn                             | ÖBB         | 2007 december 9.                                 |
| S-Bahn Steiermark | (Graz) — Peggau-Deutschfeistritz — Deutschfeistritz — Übelbach | Lokalbahn Peggau–Übelbach           | STLB        | 2007 december 9.                                 |
| S-Bahn Steiermark | Graz — Gleisdorf — Feldbach — Fehring                          | Steirische Ostbahn                  | ÖBB         | 2010 december 12.                                |
| S-Bahn Steiermark | (Graz) — Gleisdorf — Weiz                                      | Landesbahn Gleisdorf–Weiz           | STLB        | 2010 december 12.                                |
| S-Bahn Steiermark | Graz — Spielfeld-Straß                                         | Südbahn                             | ÖBB         | 2007 december 9.                                 |
| S-Bahn Steiermark | (Graz) — Spielfeld-Straß — Bad Radkersburg                     | Radkersburger Bahn                  | ÖBB         | 2007 december 9.                                 |
| S-Bahn Steiermark | Graz — Werndorf — Wies-Eibiswald (**)                          | Koralmbahn és Wieserbahn            | GKB         | 2010 december 12.                                |
| S-Bahn Steiermark | Graz — Lieboch — Wies-Eibiswald (**)                           | Wieserbahn                          | GKB         | 2007 december 9. (2010 december 11-ig „S6“ volt) |
| S-Bahn Steiermark | Graz — Lieboch — Köflach                                       | Köflacherbahn                       | GKB         | 2007 december 9.                                 |
| S-Bahn Steiermark | Unzmarkt — Leoben — Bruck an der Mur                           | Rudolfsbahn Bruck an der Mur–Leoben | ÖBB         | 2016 december 11.                                |
| S-Bahn Steiermark | Bruck an der Mur — Kapfenberg — Mürzzuschlag                   | Südbahn                             | ÖBB         | 2016 december 11.                                |

(**) A 2010 december 12-i menetrendváltás óta az S6-os viszonylat  Lieboch helyett a  Südbahnon és a Koralmbahnon közlekedik, amivel Hengsberg néven új megállót is létesítettek és a menetidő ezzel Graz — Deutschlandsberg útvonalon 55 percről 40 percre rövidült.